# Tony Rezko
Antoin „Tony“ Rezko (* 1955 in Aleppo, Syrien) ist ein amerikanischer Geschäftsmann, Restaurant- und Immobilienentwickler in Chicago, Illinois, der wegen Korruption verurteilt wurde. Er pflegt enge Kontakte zu vielen Politikern, vor allem im US-Bundesstaat Illinois, wo er häufig Fundraising für Wahlkämpfe betreibt. Zu ihnen zählten Rod Blagojevich und Barack Obama.

## Leben
Rezko kam in den 1970er Jahren in die Vereinigten Staaten, wo er am Illinois Institute of Technology ein Ingenieurstudium absolvierte. Als Ingenieur arbeitete er zunächst für ein Unternehmen, das Atomkraftwerke plante, und dann für die staatliche Straßenbaubehörde. Dann begann er, in Immobilien und Fast-Food-Restaurants zu investieren.
Im Wahlkampf zur Präsidentschaftswahl in den Vereinigten Staaten 2008 wurden Rezkos Kontakte zu Barack Obama international thematisiert. So wurde der Vorwurf erhoben, Rezko habe Obama 2006 bei einem Hauskauf finanziell begünstigt.
Besonders enge Beziehungen unterhielt Rezko zu Rod Blagojevich, dem damaligen Gouverneur von Illinois. Er war dessen Fundraiser. Blagojevich wurde im Sommer 2011 zu vierzehn Jahren Haft verurteilt, nachdem er Obamas freigewordenen Senatssitz verkaufen wollte.
Rezko wurde in den Vereinigten Staaten wegen Betrug, Bestechung und Geldwäsche angeklagt und in Untersuchungshaft gebracht. Er wurde im Juni 2008 in 16 von 24 Anklagepunkten der Korruption für schuldig befunden.
Am 22. November 2011 wurde Rezko zu einer Haftstrafe von 10 1/2 Jahren unter Anrechnung der bereits verbüßten Haft verurteilt. Die Festlegung des Strafmaßes war nach dem Schuldspruch 2008 verschoben worden, da sich Rezko zu einer Zusammenarbeit mit der Anklagebehörde in den Verfahren gegen Blagojevich und andere bereiterklärt hatte. Die Staatsanwaltschaft befand jedoch schließlich, dass Rezko keine nützlichen Informationen beigesteuert habe und aufgrund seiner langanhaltenden Lügen als etwaiger Zeuge angreifbar und ineffektiv gewesen wäre, eine Auffassung, der sich die Richterin anschloss.